# Matthew Brennan
Matthew Brennan   (Darlington, 6 d'agost de 2005) és un ciclista britànic de carretera i pista, professional des del 2024 i que actualment corre per a l'equip Team Visma-Lease a Bike.
En la seva primera temporada ha guanyat diverses etapes i una cursa, entre elles dues etapes a la Volta a Catalunya.

## Palmarès en ruta
- 2024
  - 1r a l'Umag Trophy
  - 1r a la Poreč Classic
- 2025
  -  Campió del Regne Unit de ciclisme en ruta sub-23
  - 1r al Gran Premi de Denain
  - Vencedor de dues etapes a la Volta a Catalunya
  - Vencedor d'una etapa al Tour de Romandia
  - 1r a la Volta a Colònia
  - 1r a la Volta a Noruega i vencedor de dues etapes
  - Vencedor d'una etapa a la Volta a Polònia

## Palmarès en pista
- 2023
  -  Campió del món en persecució júnior
  -  Campió del món en americana júnior
  -  Campió de Gran Bretanya en keirin